# 福井県道167号磯部島西瓜屋線
福井県道167号磯部島西瓜屋線（ふくいけんどう167ごう いそべじまにしうりやせん）は福井県坂井市内に終始する主要地方道と一般県道を結ぶ一般県道である。

## 路線概要
坂井市内でも旧丸岡町内に終始する路線である。嶺北北部において網の目上に指定された県道の一本であり、この地域の交通を包括的に担っている。また国道8号と並行して走っている点から、これの迂回路としての役割も担っているが、国道8号は当該区間福井バイパスが整備され、非常に高規格な区間となっている。

### 路線データ
- 起点：福井県坂井市丸岡町磯部島
- 終点：同市丸岡町西瓜屋

## 道路状況
全線で片側1車線の確保された一般的な県道である。住宅街を貫く路線のためそこそこの交通量があり、交差点附近では混雑することもある。ただ渋滞が起きるほどの混雑が起こることは稀であり、計算できる道路といえるだろう。ただし丸岡ICが附近にあるため、坂井市で何らかのイベントがある際には裏道として利用され、急激に混雑することもあるので注意が必要である。

## 接続路線
- 福井県道112号栃神谷鳴鹿森田線（坂井市丸岡町磯部島・磯部島交差点、起点）
- 福井県道160号板倉高江線（坂井市丸岡町磯部島 -＜重複＞- 同地内）
- 福井県道38号丸岡インター線（坂井市丸岡町寅国・寅国交差点）
- 福井県道10号丸岡川西線・福井県道147号瓜生今福線（坂井市丸岡町八幡町・八幡町交差点 -＜重複＞- 同町西瓜屋、終点）

## 沿線周辺
- 北陸自動車道 丸岡インターチェンジ